# Volt-Face (musique)
Pour les articles homonymes, voir Volte-face.
Volt-Face est un groupe de zouk composé de Georges Décimus, Jeff Joseph, Dominique Panol, Dominik Coco, Antonio Margheriti, Enzo Gorlomi, Catherine Thélamon et Fabert Thénard, fondé en 1990.

## Biographie
Bassiste du groupe Kassav', Georges Décimus quitte le groupe en 1990 pour fonder Volt-Face avec son ami Jeff Joseph qui en devient le chanteur pilier. En six ans de vie, ce groupe est l'auteur de titres comme « If I say yes », « Zouké light » ou « Mi déba »...
En 1995, Volt-Face est couronné Meilleur Groupe aux African Music Awards[réf. nécessaire].
En 2007, pour satisfaire les fans déçus de la disparition du groupe, Volt-Face se reforme pour un concert à Baie-Mahault, en Guadeloupe, devant plus de 10 000 personnes.

## Discographie
- Haute tension (1990)
- La brousse (1991)
- Zouké light (1993)
- Doubout (1994)
- Volt-Face live (1995)
- Electrik (1996)
- If I say yes (1996) : single
- Volt-Face live - Oscar Africar Music Awards (2000)
- Fow Kontinyé (2011)